# Rhaphidostegium densirete
Rhaphidostegium densirete är en bladmossart som beskrevs av Theodor Carl Karl Julius Herzog 1909. Rhaphidostegium densirete ingår i släktet Rhaphidostegium och familjen Sematophyllaceae. Inga underarter finns listade i Catalogue of Life.